# Серафим (Протопопов, Симеон Иванович)
Епископ Серафим (в миру Симеон Иванович Протопопов; 1818—1891) — епископ Русской православной церкви, епископ Самарский и Ставропольский.

## Биография
Родился в 1818 году в Москве на Сретенке в семье священника Иоанна Протопопова.
Первоначально обучался в Московской духовной семинарии. В 1840 году поступил в Московскую духовную академию, которую окончил в 1844 году 6-м магистром и 12 декабря 1844 года был назначен учителем Казанской академии по общей словесности; 15 ноября 1845 года получил степень магистра и был назначен бакалавром Казанской академии по кафедре словесности.
Его преподавание явилось откровением для академической аудитории. Основываясь на эстетике Гегеля, он читал лекции об изящном в природе и искусстве, о началах искусства, как древнего классического, так и христианского. Составленная им обстоятельная и стройная программа включала: философию слова (язык, его происхождение, системы письменности; русский язык его историю и отношение к другим языкам), философию искусства – эстетику (подлежательную — способность понимать и творить изящное и предлежательную – анализ искусства), теорию словесного искусства (в соответствии с только что вышедшей теории И. И. Давыдова). Его курс включал историю русской литературы, древней (в том числе, Слово о полку Игореве), и новой, где особое внимание он уделял Пушкину.
В монашество был пострижен 8 ноября 1847 года; 19 ноября рукоположен во иеродиакона, 20 ноября — во иеромонаха. Монаху преподавание такой светской науки, как словесность было не совсем прилично, и он был переведён на кафедру патрологии, а затем гомилетики. Помимо этих предметов он преподавал латинский, французский и немецкий языки.
С 11 июля 1851 года — профессор Казанской духовной академии; 8 июня 1852 года возведён в сан архимандрита.
27 июня 1854 году назначен инспектором Казанской духовной семинарии, редактором журнала «Православный собеседник» и членом цензурного комитета.
Будучи инспектором Казанской академии, отличался большой строгостью. Студенты звали его пилой за придирчивость и мелочные нападки, но уважали его за то, что он старался приготовить всегда отличный стол, бельё и платье студентам. Тут действительно «пилил» он эконома Филарета без всякого милосердия, несмотря на то, что монах Филарет был под покровительством ректора Агафангела. Студенты были благодарны инспектору и за его руководство в практической жизни — он нередко после вечерней молитвы преподавал им самые дельные правила житейского обращения, поведения в чужом доме и проч.

О его деятельности, как ревизора Нижегородской семинарии, вспоминал А. Л. Катанский 
Архимандрит Серафим, очень худощавый, весьма болезненный по виду, производил своим лицом и особенно глазами впечатление очень умного человека. Мне пришлось отвечать о драматической поэзии. Я передал то, что было у нас в записках, но о. ревизор не нашел удовлетворительным наше определение драмы, а дал своё, поразившее меня своей глубиной <…>  Вот подумал я тогда, какая громадная разница между академическим и семинарским преподаванием.
Он не писал для печати, но беседа его, постоянно умная и поучительная, всегда отличалась тактом, многоведением, замечательною критическою оценкою фактов и глубиною мысли. Он оставил о себе прекрасную память в Казанской духовной академии.
11 октября 1855 года был назначен ректором Симбирской духовной семинарии; 9 июня 1856 года перемещён на должность ректора Тверской духовной семинарии.

В 1862 году в письме к обер-прокурору Св. Синода А. П. Ахматову митрополит Филарет (Дроздов) писал: 
«Тверского ректора Серафима я не знаю. Отдают справедливость его познаниям: но говорят, он ищет популярности у учеников усиленно, принимая их сторону и не жалобам наставников. В какой степени сие справедливо, судить не могу».
С 31 декабря 1857 года поставлен настоятелем Тверского Отроча монастыря.
10 апреля 1866 года хиротонисан во епископа Старорусского, викария Новгородской епархии.
С 14 апреля 1869 года — епископ Смоленский и Дорогобужский.
2 октября 1874 года перемещён епископом Рижским и Митавским.
При руководстве Рижской епархией считал, что переходить в православие люди должны сами, без внешнего давления. Стремился к поднятию образовательного уровня духовенства. За годы его служения количество духовенства с высшим духовным образованием в епархии заметно выросло. Его стараниями существенно возросло число библиотек при храмах – до  123 церковных и 7 благочинных. Выхлопотал в Св. Синоде средства на строительство нового здания для Рижской духовной семинарии; 3 июля 1876 года заложил первый камень Рижского Кафедрального собора.
8 декабря 1877 года назначен епископом Самарским и Ставропольским.
При нём в Самаре были построены и освящены Свято-Никольская, Иверская и Александро-Невская (домовая) церкви. В пяти монастырях были открыты больницы.  
В 1886—1888 годах присутствовал в Св. Синоде по вопросу изменения и дополнения учебной программы духовных училищ. Особенным попечением еп. Серафима пользовалось училище для девиц духовного звания. Он расширил здание училища, улучшил содержание воспитанниц.
Был отличным администратором по управлению епархией, заботился о разработке письменных памятников, требовал составления церковных летописей.
Прекрасно знал древние языки (еврейский, греческий и латинский) и новые (немецкий и французский). Вёл строго аскетическую жизнь.
В отношениях к людям был очень добр, сердечен, справедлив и отзывчив на всякое доброе дело. Его обращение с другими может служить образцом благородства. Ум, энергия, полезный труд, серьёзное отношение к делу всегда находили в нем соучастника и покровителя, а также просвещенного руководителя. Много внимания и энергии уделял развитию школьного образования.
В Самарской епархии его с любовью и уважением вспоминали не только священники, но и их жены, бывшие воспитанницы епархиального училища, которому преосвященный уделял много внимания. При нём был выстроен в Самаре новый Александро-Невский собор, где он и нашёл себе вечное упокоение. Скончался 11 января 1891 года после 2-месячной тяжелой болезни (бронхит, совмещённый с лихорадкой). Погребен в Самарском Александро-Невском соборе, в приделе Св. Алексия.

## Награды
- Орден Святого Александра Невского.
- Орден Святого Владимира 2-й степени.
- Орден Святой Анны 1-й степени.
- Орден Святой Анны 2-й степени с императорской короной.

## Происхождение и семья
Однокашник Серафима по Московской и сослуживец по Казанской академии, Д. И. Кастальский, пишет о нём: «Главный порок его—гордость и убеждение, что в нём течет кровь княжеская (он производит себя от какого-то князя)».
В некрологе племянника епископа Серафима, протоиерея и композитора Сергея Васильевича Протопопова (1851—1931) есть указание фамилии – князь Ухтомский. Живущие во Франции потомки Сергея Васильевича носят двойную фамилию – Протопоповы-Ухтомские. По их сведениям, род восходит к Якову Степановичу Ухтомскому, упоминаемом в документах начала XVIII в.
Его сын, Иван Яковлевич Протопопов (1727—после 1771), служил диаконом в кремлёвской дворцовой церкви Успения, что у Великого Государя вверху. Сын Ивана Яковлевича, дед и полный тёзка Серафима – московский протоиерей Семён Иванович Протопопов (1769—1813), настоятель Воскресенской на Таганке церкви. Наконец, отец епископа Серафима – Иван Семёнович Протопопов (1795—1850) – настоятель церкви Успения в Печатниках.
Не имея своих детей, епископ Серафим заботился о семьях своих кузин, бывших замужем за его ближайшими товарищами по семинарии и академии С. К. Смирновым и И. М, Богословским-Платоновым. Так, благодаря его помощи, удалось вылечить от туберкулёза зятя Смирновых, А. П. Голубцова, который в 1889 г. лечился кумысом на «монастырской даче» епископа.